# Kotli (Buzet)
Pour les articles homonymes, voir Kotli.
Kotli (en italien : Cottole) est une localité de Croatie située en Istrie, dans la municipalité de Buzet, dans le comitat d'Istrie. En 2001, la localité comptait 1 habitant.

## Démographie
| 1948 | 1953 | 1961 | 1971 | 1981 | 1991 | 2001 |
| ---- | ---- | ---- | ---- | ---- | ---- | ---- |
| 96   | 94   | 45   | 14   | 6    | 0    | 1    |